# Lithophyllum imitans
Lithophyllum  imitans Foslie, 1909  é o nome botânico  de uma espécie de algas vermelhas pluricelulares do gênero Lithophyllum, família Corallinaceae.
- São algas marinhas encontradas na Califórnia, México e Peru.

## Sinonímia
- Não apresenta sinônimos.